# KV Arena
 (avril 2025).
Si vous disposez d'ouvrages ou d'articles de référence ou si vous connaissez des sites web de qualité traitant du thème abordé ici, merci de compléter l'article en donnant les références utiles à sa vérifiabilité et en les liant à la section « Notes et références ».
La KV Arena est une salle omnisports située à Karlovy Vary en République tchèque.

## Événements
- Czech Hockey Games, septembre 2009
- Ligue européenne féminine de volley-ball 2012